# Transat Jacques-Vabre 2019
Navigation
2017 2021
La Transat Jacques-Vabre 2019 est la quatorzième édition de la Transat Jacques-Vabre, course à la voile en double. Le départ est donné le 27 octobre 2019 à 13 h 15. L'épreuve relie Le Havre à Salvador de Bahia (Brésil), soit un parcours théorique de 4 350 milles (8 056 km).
Trois types de voiliers sont engagés, ce qui donne lieu à trois classements : les Multi50, multicoques de 50 pieds ; les Imoca, monocoques de 60 pieds ; et les Class40, monocoques de 40 pieds.
En Multi50, le passage d'une dorsale est fatal à Thibaut Vauchel-Camus et Fred Duthil, en tête depuis le départ jusqu'à la latitude de Rabat. Les vainqueurs sont Gilles Lamiré et Antoine Carpentier, sur Groupe GCA-Mille et Un Sourires. Ils franchissent la ligne d'arrivée le 8 novembre, à 5 h 49 min 4 s (heure de France). Ils ont parcouru 4 926 milles (9 123 km) en 11 jours, 16 heures, 34 minutes et 41 secondes, soit une moyenne sur l'eau de 17,56 nœuds (33 km/h).
En Imoca, la course est marquée par la déconvenue de Jérémie Beyou et Christopher Pratt, sur Charal, largement en tête à l'entrée du Pot au noir, et qui perdent 410 milles sur Apivia dans la traversée de cette zone. Les vainqueurs sont Charlie Dalin et Yann Eliès, sur Apivia. Ils franchissent la ligne d'arrivée le 10 novembre, à 1 h 23. Ils ont parcouru 5 062 milles (9 375 km) en 13 jours, 12 heures et 8 minutes, soit une moyenne sur l'eau de 15,62 nœuds (29 km/h). Eliès remporte l'épreuve pour la troisième fois.
En Class40, les performances  de Crédit mutuel par vent fort et mer formée impressionnent. Il établit un record de distance parcourue par un Class40 : 415,86 milles en vingt-quatre heures, soit une moyenne de 17,3 nœuds. Les vainqueurs sont Ian Lipinski et Adrien Hardy, sur Crédit mutuel. Ils franchissent la ligne d'arrivée le 14 novembre, à 5 h 36 min 23 s. Ils ont parcouru 4 714 milles en 17 jours, 16 heures, 21 minutes et 23 secondes, soit une moyenne sur l'eau de 11,11 nœuds.

## Type de bateau
Faute de place dans les ports de départ et d'arrivée et n'étant pas en mesure de leur assurer la sécurité et la visibilité médiatique nécessaires, l'organisation de la course n'engage pas les multicoques de classe Ultime dans cette édition de la Transat Jacques-Vabre. Une nouvelle course transocéanique, Brest Atlantiques, est alors créée pour ce type de bateaux. Son départ est donné le 5 novembre.
De ce fait, trois types de voiliers sont admis à participer :
- des multicoques dont la longueur est de 50 pieds, soit 15,24 m. Ces bateaux doivent répondre aux règles de la classe Multi50 ;
- des monocoques d'une longueur comprise entre 59 et 60 pieds, c'est-à-dire d'environ 18 mètres. Ces bateaux doivent répondre aux règles de la classe des 60 pieds IMOCA ;
- des monocoques dont la longueur est de 40 pieds, soit 12,19 m. Ces bateaux doivent répondre aux règles de la classe Class40.

## Parcours
Les bateaux s'élancent d'abord vers le nord, longeant la côte sur une quinzaine de milles pour aller enrouler, devant Étretat, la bouée spectacle Région Normandie, la laissant à bâbord. Les concurrents sont tenus de respecter les différents dispositifs de séparation du trafic (DST) rencontrés : île d'Ouessant, cap Finisterre, cap Saint-Vincent et îles Canaries. À l'entrée de la baie de Tous les Saints, une marque est à laisser à tribord. Le parcours théorique jusqu'à Salvador de Bahia est de 4 350 milles.

## Participants
Cinquante-neuf bateaux sont inscrits (3 Multi50, 29 IMOCA et 27 Class40), soit 118 marins.

### Multi50
Dans la Transat Jacques-Vabre, la Multi50 est la seule des trois classes où le routage depuis la terre est permis. Les Multi50 ne sont que trois dans cette édition, car 2019 est une année de transition : des bateaux sont en construction.
| Concurrents           | Concurrents | Concurrents        | Concurrents | Bateau                            | Bateau | Cla ssement | Arrivée    | Arrivée                                        | Arrivée |
| Skipper 1             | Nationalité | Skipper 2          | Nationalité | Nom du bateau                     | Lancé  | Cla ssement | Date       | Temps                                          | Moy nds |
| --------------------- | ----------- | ------------------ | ----------- | --------------------------------- | ------ | ----------- | ---------- | ---------------------------------------------- | ------- |
| Gilles Lamiré         | France      | Antoine Carpentier | France      | Groupe GCA - Mille et un sourires | 2009   | 1           | 8 novembre | 11 jours, 16 heures, 34 minutes et 41 secondes | 15,50   |
| Thibaut Vauchel-Camus | France      | Fred Duthil        | France      | Solidaires en Peloton - ARSEP     | 2017   | 2           | 8 novembre | 12 jours, 2 heures, 38 minutes et 1 seconde    | 14,97   |
| Sébastien Rogues      | France      | Matthieu Souben    | France      | Primonial                         | 2009   | 3           | 9 novembre | 13 jours 9 minutes et 42 secondes              | 13,94   |

### IMOCA
En 2018 et 2019, huit Imoca sont construits en vue du Vendée Globe 2020-2021. Cinq de ces nouveaux bateaux participent à la Transat Jacques-Vabre. Sur les 29 Imoca inscrits, 16 sont dotés de foils.
| Concurrents          | Concurrents      | Concurrents        | Concurrents | Bateau                          | Bateau | Cla ssement                                   | Arrivée                                       | Arrivée                                       | Arrivée                                       |
| Skipper 1            | Nationalité      | Skipper 2          | Nationalité | Nom du bateau                   | Lancé  | Cla ssement                                   | Date                                          | Temps                                         | Moy nds                                       |
| -------------------- | ---------------- | ------------------ | ----------- | ------------------------------- | ------ | --------------------------------------------- | --------------------------------------------- | --------------------------------------------- | --------------------------------------------- |
| Charlie Dalin        | France           | Yann Eliès         | France      | Apivia                          | 2019   | 1                                             | 10 novembre                                   | 13 jours 12 heures et 8 minutes               | 13,42                                         |
| Kevin Escoffier      | France           | Nicolas Lunven     | France      | PRB                             | 2009   | 2                                             | 10 novembre                                   | 14 jours 3 heures 49 minutes et 42 secondes   | 12,80                                         |
| Jérémie Beyou        | France           | Christopher Pratt  | France      | Charal                          | 2018   | 3                                             | 10 novembre                                   | 14 jours 3 heures et 56 minutes               | 12,80                                         |
| Charlie Enright      | États-Unis       | Pascal Bidégorry   | France      | 11th Hour Racing                | 2015   | 4                                             | 10 novembre                                   | 14 jours 6 heures 10 minutes et 23 secondes   | 12,71                                         |
| Thomas Ruyant        | France           | Antoine Koch       | France      | Advens for Cybersecurity        | 2019   | 5                                             | 10 novembre                                   | 14 jours 7 heures 55 minutes et 41 secondes   | 12,65                                         |
| Clarisse Cremer      | France           | Armel Le Cléac'h   | France      | Banque Populaire X              | 2011   | 6                                             | 10 novembre                                   | 14 jours 8 heures 46 minutes et 24 secondes   | 12,62                                         |
| Samantha Davies      | Royaume-Uni      | Paul Meilhat       | France      | Initiatives Coeur               | 2010   | 7                                             | 10 novembre                                   | 14 jours 9 heures 30 minutes et 44 secondes   | 12,59                                         |
| Sébastien Simon      | France           | Vincent Riou       | France      | Arkea-Paprec                    | 2019   | 8                                             | 11 novembre                                   | 14 jours 15 heures 5 minutes et 53 secondes   | 12,39                                         |
| Fabrice Amedeo       | France           | Eric Péron         | France      | Newrest Art & Fenêtres          | 2015   | 9                                             | 11 novembre                                   | 14 jours 16 heures 1 minute et 7 secondes     | 12,36                                         |
| Louis Burton         | France           | Davy Beaudart      | France      | Bureau Vallée 2                 | 2015   | 10                                            | 11 novembre                                   | 14 jours 16 heures 21 minutes et 43 secondes  | 12,35                                         |
| Yannick Bestaven     | France           | Roland Jourdain    | France      | Maître Coq IV                   | 2015   | 11                                            | 11 novembre                                   | 14 jours 22 heures 6 minutes et 23 secondes   | 12,15                                         |
| Boris Herrmann       | Allemagne        | Will Harris        | Royaume-Uni | Malizia II Yacht Club de Monaco | 2015   | 12                                            | 11 novembre                                   | 14 jours 22 heures 28 minutes et 43 secondes  | 12,13                                         |
| Nicolas Troussel     | France           | Jean Le Cam        | France      | Corum l'épargne                 | 2007   | 13                                            | 11 novembre                                   | 14 jours 23 heures 26 minutes et 30 secondes  | 12,10                                         |
| Damien Seguin        | France           | Yoann Richomme     | France      | Groupe Apicil                   | 2008   | 14                                            | 11 novembre                                   | 15 jours 8 heures 17 minutes et 21 secondes   | 11,81                                         |
| Romain Attanasio     | France           | Sébastien Marsset  | France      | Pure                            | 2007   | 15                                            | 11 novembre                                   | 15 jours 10 heures 11 minutes et 10 secondes  | 11,75                                         |
| Maxime Sorel         | France           | Guillaume Le Brec  | France      | V and B - Mayenne               | 2007   | 16                                            | 12 novembre                                   | 15 jours 14 heures 48 minutes et 24 secondes  | 11,61                                         |
| Giancarlo Pedote     | Italie           | Anthony Marchand   | France      | Prysmian Group                  | 2015   | 17                                            | 12 novembre                                   | 15 jours 15 heures 26 minutes et 57 secondes  | 11,59                                         |
| Arnaud Boissières    | France           | Xavier Macaire     | France      | La Mie Câline Artipôle          | 2007   | 18                                            | 12 novembre                                   | 15 jours 20 heures 9 minutes et 47 secondes   | 11,44                                         |
| Benjamin Dutreux     | France           | Thomas Cardrin     | France      | Water Familly                   | 2006   | 19                                            | 12 novembre                                   | 16 jours 19 minutes et 18 secondes            | 11,32                                         |
| Stéphane Le Diraison | France           | François Guiffant  | France      | Time for Oceans                 | 2007   | 20                                            | 12 novembre                                   | 16 jours 1 heure 16 minutes et 31 secondes    | 11,29                                         |
| Alan Roura           | Suisse           | Sébastien Audigane | France      | La Fabrique                     | 2007   | 21                                            | 12 novembre                                   | 16 jours 5 heures 13 minutes et 30 secondes   | 11,18                                         |
| Manuel Cousin        | France           | Gildas Morvan      | France      | Groupe Setin                    | 2007   | 22                                            | 13 novembre                                   | 16 jours 11 heures 22 minutes et 47 secondes  | 11,00                                         |
| Miranda Merron       | Royaume-Uni      | Halvard Mabire     | France      | Campagne de France              | 2006   | 23                                            | 14 novembre                                   | 17 jours 10 heures 51 minutes et 3 secondes   | 10,39                                         |
| Pip Hare             | Royaume-Uni      | Ysbrand Endt       | Pays-Bas    | Pip Hare Ocean Racing           | 2000   | 24                                            | 14 novembre                                   | 18 jours 5 heures 11 minutes et 43 secondes   | 9,95                                          |
| Alexia Barrier       | France           | Joan Mulloy        | Irlande     | 4MyPlanet                       | 1998   | 25                                            | 14 novembre                                   | 18 jours 5 heures 22 minutes et 5 secondes    | 9,95                                          |
| Ari Huusela          | Finlande         | Michael Ferguson   | Irlande     | Ariel 2                         | 2007   | 26                                            | 15 novembre                                   | 18 jours 23 heures 07 minutes et 14 secondes  | 9,56                                          |
| Erik Nigon           | France           | Tolga Ekrem Pamir  | Turquie     | Vers un monde sans SIDA         | 2006   | 27                                            | 15 novembre                                   | 19 jours 01 heures 42 minutes et 16 secondes  | 9,50                                          |
| Isabelle Joschke     | Allemagne France | Morgan Lagravière  | France      | MACSF                           | 2007   | Abandon le 7 novembre (fissure fond de coque) | Abandon le 7 novembre (fissure fond de coque) | Abandon le 7 novembre (fissure fond de coque) | Abandon le 7 novembre (fissure fond de coque) |
| Alex Thomson         | Royaume-Uni      | Neal McDonald (en) | Royaume-Uni | Hugo Boss                       | 2019   | Abandon le 3 novembre (collision OFNI)        | Abandon le 3 novembre (collision OFNI)        | Abandon le 3 novembre (collision OFNI)        | Abandon le 3 novembre (collision OFNI)        |

### Class 40
Six nouveaux Class40 sont au départ.
| Concurrents              | Concurrents | Concurrents         | Concurrents | Bateau                                | Bateau | Cla ssement                              | Arrivée                                  | Arrivée                                  | Arrivée                                  |
| Skipper 1                | Nationalité | Skipper 2           | Nationalité | Nom du bateau                         | Lancé  | Cla ssement                              | Date                                     | Temps                                    | Moy nds                                  |
| ------------------------ | ----------- | ------------------- | ----------- | ------------------------------------- | ------ | ---------------------------------------- | ---------------------------------------- | ---------------------------------------- | ---------------------------------------- |
| Ian Lipinski             | France      | Adrien Hardy        | France      | Crédit mutuel                         | 2019   | 1                                        | 14 novembre                              | 17j 16h 21m 23s                          | 10,25                                    |
| Sam Goodchild            | Royaume-Uni | Fabien Delahaye     | France      | Leyton                                | 2018   | 2                                        | 14 novembre                              | 18j 00h 43m 11s                          | 10,05                                    |
| Aymeric Chappellier      | France      | Pierre Leboucher    | France      | Aïna Enfance & Avenir                 | 2017   | 3                                        | 14 novembre                              | 18j 04h 06m 45s                          | 9,97                                     |
| Simon Koster             | Suisse      | Valentin Gautier    | Suisse      | Banque du Léman                       | 2019   | 4                                        | 15 novembre                              | 18j 12h 29m 04s                          | 9,79                                     |
| Louis Duc                | France      | Aurélien Ducroz     | France      | Crosscall Chamonix Mont-Blanc         | 2017   | 5                                        | 15 novembre                              | 18j 15h 25m 23s                          | 9,72                                     |
| Jörg Riechers            | Allemagne   | Cédric Château      | France      | Linkt                                 | 2018   | 6                                        | 15 novembre                              | 18j 20h 56m 36s                          | 9,60                                     |
| Kito de Pavant           | France      | Achille Nebout      | France      | Made In Midi                          | 2013   | 7                                        | 15 novembre                              | 18j 22h 56m 52s                          | 9,56                                     |
| Bertrand de Broc         | France      | Vincent Leblay      | France      | Cre'Actuel - Côtes d'Armor            | 2016   | 8                                        | 16 novembre                              | 19j 11h 20m 37s                          | 9,31                                     |
| Thibault Hector          | France      | Christophe Bachmann | France      | Rennes.Saint-Malo/Mer Entreprendre    | 2017   | 9                                        | 16 novembre                              | 19j 17h 40m 08s                          | 9,18                                     |
| Catherine Pourre         | France      | Pietro Luciani      | Italie      | Eärendil                              | 2015   | 10                                       | 16 novembre                              | 19j 22h 10m 19s                          | 9,10                                     |
| Pierre-Louis Attwell     | France      | Calliste Antoine    | France      | Vogue avec un Crohn                   | 2014   | 11                                       | 16 novembre                              | 19j 22h 43m 46s                          | 9,09                                     |
| Emmanuel Le Roch         | France      | Basile Bourgnon     | France      | Edenred                               | 2010   | 12                                       | 16 novembre                              | 20j 00h 00m 41s                          | 9,06                                     |
| Yves Courbon             | France      | Renaud Courbon      | France      | A chacun son Everest                  | 2012   | 13                                       | 16 novembre                              | 20j 03h 08m 07s                          | 9,00                                     |
| Mathieu Claveau          | France      | Christophe Fialon   | France      | Prendre la Mer, Agir pour la forêt    | 2008   | 14                                       | 16 novembre                              | 20j 03h 26m 13s                          | 9,00                                     |
| Jean-Baptiste Daramy     | France      | Alexandre Hamlyn    | France      | Chocolat Paries - Coriolis Composites | 2011   | 15                                       | 16 novembre                              | 20j 04h 24m 30s                          | 8,98                                     |
| Soenke Bruhns            | Allemagne   | Arnt Bruhns         | Allemagne   | Iskareen                              | 2014   | 16                                       | 17 novembre                              | 21j 07h 19m 37s                          | 8,51                                     |
| Pierrick Letouzé         | France      | Simon Kervarrec     | France      | E.Leclerc                             | 2014   | 17                                       | 18 novembre                              | 22j 01h 22m 55s                          | 8,22                                     |
| Martin Louchart          | France      | Frédéric Duchemin   | France      | #Attitudemanche                       | 2011   | 18                                       | 19 novembre                              | 22j 15h 48m 01s                          | 8,00                                     |
| Pierre-Antoine Tesson    | France      | Paul Gallet         | France      | Kerhis                                | 2003   | 19                                       | 19 novembre                              | 22j 16h 54m 20s                          | 7,98                                     |
| Morgane Ursault-Poupon   | France      | Rémi Lhotellier     | France      | UP Sailing, Unis pour la Planète      | 2007   | 20                                       | 19 novembre                              | 22j 21h 10m 36s                          | 7,92                                     |
| Florian Gueguen          | France      | Raphael Auffret     | France      | Equipe voile Parkinson                | 2007   | 21                                       | 21 novembre                              | 25j 00h 09m 09s                          | 7,25                                     |
| Georges Guigen           | France      | Erwann de Kerros    | France      | Terre Exotique                        | 2004   | 22                                       | 21 novembre                              | 25j 02h 53m 31s                          | 7,22                                     |
| Charles-Louis Mourruau   | France      | Estelle Greck       | France      | Entraide Marine-Adosm                 | 2010   | Abandon le 1er novembre (démâtage)       | Abandon le 1er novembre (démâtage)       | Abandon le 1er novembre (démâtage)       | Abandon le 1er novembre (démâtage)       |
| Hiroshi Kitada           | Japon       | Takeshi Hara        | Japon       | Kiho                                  | 2015   | Abandon le 29 octobre                    | Abandon le 29 octobre                    | Abandon le 29 octobre                    | Abandon le 29 octobre                    |
| Luke Berry               | France      | Tanguy Le Turquais  | France      | Lamotte - Module Création             | 2018   | Abandon le 28 octobre (démâtage)         | Abandon le 28 octobre (démâtage)         | Abandon le 28 octobre (démâtage)         | Abandon le 28 octobre (démâtage)         |
| Pascal Fravalo           | France      | Guillaume Goumy     | France      | SOS Méditerranée                      | 2014   | Abandon le 28 octobre (multiple avaries) | Abandon le 28 octobre (multiple avaries) | Abandon le 28 octobre (multiple avaries) | Abandon le 28 octobre (multiple avaries) |
| William Mathelin-Moreaux | France      | Marc Guillemot      | France      | Beijaflore                            | 2018   | Abandon                                  | Abandon                                  | Abandon                                  | Abandon                                  |

## Avant la course
Le 24 septembre, à Port-Camargue, lors des contrôles de jauge, Made In Midi, le Class40 du binôme Kito de Pavant-Achille Nebout, casse son mât en trois pour une raison inconnue. Le 7 octobre, à Port-la-Forêt, Kito de Pavant récupère le voilier de Jean Galfione, un plan Humphreys de 2013 du chantier Ocean Tec,.
Le 17 octobre, lors de son convoyage de Port-la-Forêt au Havre, Arkea-Paprec, l'Imoca de Sébastien Simon et Vincent Riou, casse son foil bâbord. « Cela ne remet pas en question notre participation », dit Sébastien Simon. « On n'y va plus pour la victoire ou un podium, on y va pour terminer la course dans de bonnes conditions et s'enrichir de cette expérience. »
À la suite d'un départ de feu survenu au Havre à l'intérieur de l'Imoca Fortil le 21 octobre, Clément Giraud et Rémi Beauvais doivent renoncer à leur participation.
Avant le départ, on prédit qu'une bonne moitié des concurrents tenteront une option ouest dès la pointe du Cotentin : ils contourneront par le nord tout le système dépressionnaire qui s'installe sur l'Atlantique. La route sera beaucoup plus longue, le pari évidemment risqué. Mais, au fil des jours, on découvre que les systèmes ne se comportent pas comme prévu. Ils poussent vers le nord. Un grand contournement n'en sera que plus hasardeux.

## Déroulement
La directrice de course est Sylvie Viant. Le départ est donné au Havre le 27 octobre 2019, à 13 h 15, pour les trois catégories de bateaux,.

### Course des Multi50
Thibaut Vauchel-Camus et Fred Duthil font figure de favoris, parce que leur Solidaires en Peloton-Arsep, mis à l'eau en 2017, « est le bateau de toute dernière génération, construit autour des foils, et que son skipper l’a parfaitement dompté ». Les deux autres Multi50 ont été mis à l'eau en 2009.
28 octobre. En tête depuis le départ, Vauchel-Camus-Duthil débordent l'île d'Ouessant. Ils ont 22 milles d'avance sur Sébastien Rogues et Matthieu Souben (Primonial). Gilles Lamiré et Antoine Carpentier (Groupe GCA-Mille et Un Sourires), sont à 33 milles. En fin de soirée, le premier bateau vire sud-sud-est. Les deux autres l'imitent bientôt.
Le 29 octobre, Lamiré-Carpentier prennent la 2e place. À la latitude de La Corogne, Vauchel-Camus-Duthil ont 48 milles d'avance. Les deux autres bateaux se tiennent en 3 milles.
30 octobre. En doublant le cap Saint-Vincent, le bateau de tête a 53 milles d'avance. Les deux autres se tiennent en 9 milles. Rogues-Souben prennent la deuxième place, mais la lutte est toujours indécise.
31 octobre. En fin de nuit, au large du Maroc, Vauchel-Camus-Duthil mènent, suivis de Lamiré-Carpentier à 38 milles et de Rogues-Souben à 48 milles. Les trois bateaux négocient une dorsale. Ils dessinent leur première « aile de mouette » en incurvant légèrement leur trajectoire sud-sud-ouest. « C’est une navigation sur la pointe des pieds pour ne pas ralentir le bateau, dit Vauchel-Camus. On jongle entre les gennakers, il faut être très attentifs. » Mais les premiers font « un peu trop comme dans les bouquins », de leur propre aveu. Ils empannent au sud-est pour dessiner la deuxième aile de la mouette. Ils veulent se maintenir dans l'est, « pour chercher toujours plus de pression ». Les deux autres bateaux diffèrent d'empanner. Ils prolongent leur bord en incurvant leur trajectoire au sud-ouest pour se décaler dans l'ouest. Dans leur esprit, il est clair qu'il faut « faire du tribord le plus vite possible pour longer l’anticyclone par le sud » pour avoir un bon angle quand le vent tournera. Pendant ce temps, Vauchel-Camus-Duthil se multiplient en bords désespérés pour tenter de « sortir des griffes de la dorsale ». L'écart en tête se réduit. Tandis que Vauchel-Camus-Duthil manquent de vent et n'avancent qu'à 5 ou 8 nœuds, les deux autres bateaux filent 15 nœuds. À la mi-journée, au grand large de Rabat, Vauchel-Camus-Duthil sont dépassés en distance au but par Lamiré-Carpentier, puis par Rogues-Souben. « On essaie de faire la route la plus courte, savoure Lamiré. On se trouve bien sur ce bord, notre décalage nous a bien réussi. » Lorsque Vauchel-Camus-Duthil trouvent enfin le point de sortie, ils sont à 24 milles derrière Lamiré-Carpentier. « Dans tous les fichiers, dit Vauchel-Camus, le point de sortie était par le sud, pas dans l’ouest. On est allés chercher la pression et c’est ce qui nous a mis dedans. Le vent plus fort, on ne l’a pas eu très tôt et ensuite on était du mauvais côté pour la rotation de l’alizé. » En fin d'après-midi, Rogues-Souben prennent la tête.

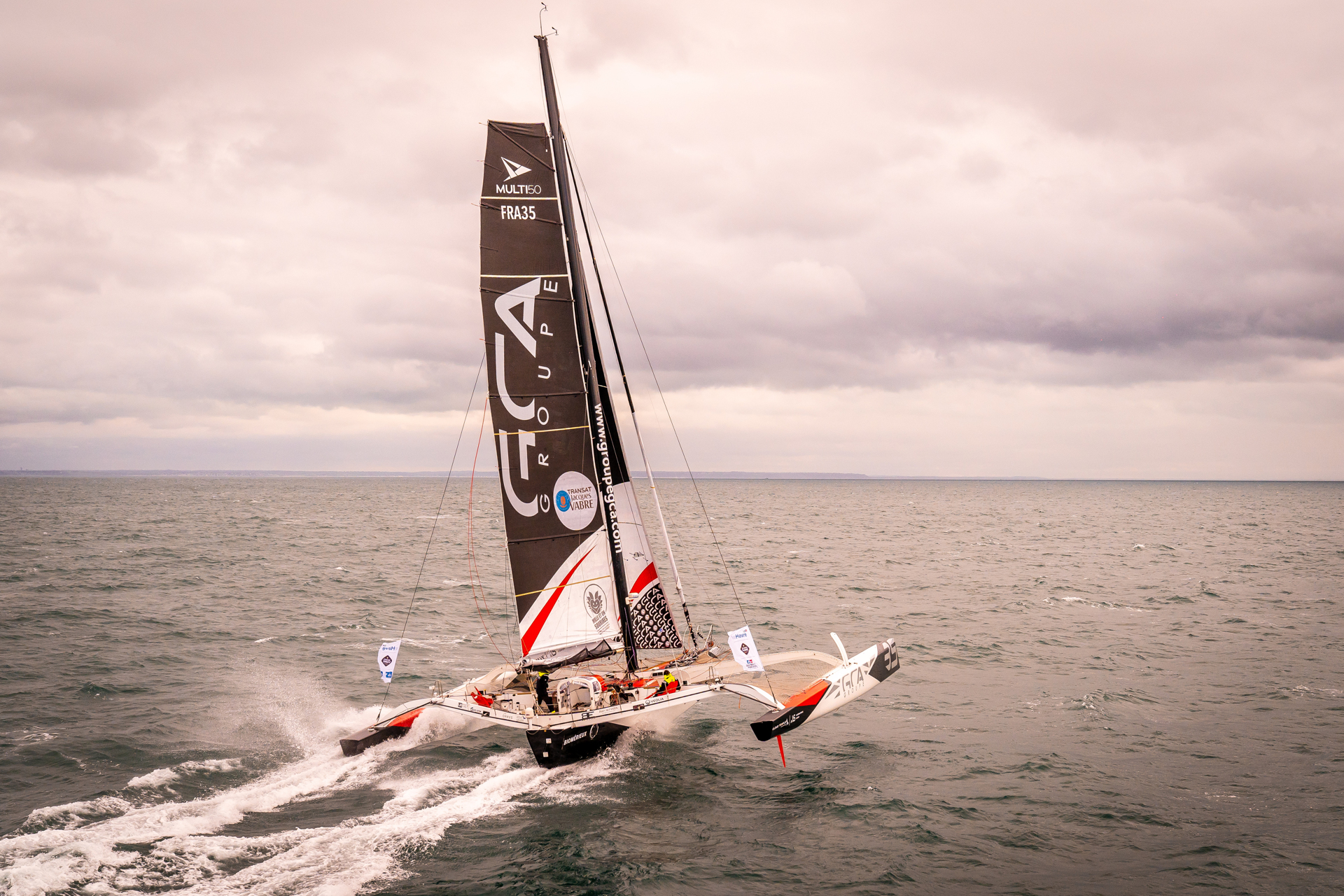
Groupe GCA-Mille et Un Sourires.

Le 1er novembre, les deux premiers bateaux débordent les îles Canaries par l'ouest. Lamiré-Carpentier reprennent la tête. Vauchel-Camus-Duthil, qui se maintiennent dans l'est, traversent l'archipel. Ils sont à 30 milles.
Le 2 novembre, Vauchel-Camus-Duthil sont à 39 milles. Ils virent ouest-sud-ouest pour se recaler dans l'ouest en vue de la traversée du Pot au noir.
Le 3 novembre, à l'approche des îles du Cap-Vert, Vauchel-Camus-Duthil recroisent avec Lamiré-Carpentier. Ils sont à 134 milles. Rogues-Souben débordent l'archipel par l'ouest, tandis que Lamiré-Carpentier passent entre les îles São Vicente et Santo Antão. Rogues-Souben sont maintenant à 18 milles des premiers. Privés d'énergie électrique, ils prennent alors la décision de faire une escale technique à Mindelo.
Le 4 novembre, ils remettent à la voile avec 307 milles de retard sur les premiers. Avant d'entrer dans le Pot au noir, Lamiré-Carpentier mènent de 152 milles devant Vauchel-Camus-Duthil. Rogues-Souben sont à 420 milles.
Le 6 novembre, après une traversée facile, Lamiré-Carpentier quittent le Pot au noir. Vauchel-Camus-Duthil en sortent 15 heures plus tard. L'écart entre les deux premiers est maintenant de 234 milles.
Rogues-Souben sortent à leur tour du Pot au noir. En franchissant l'équateur, le 7 novembre, ils retrouvent de la vitesse. Ils sont à 630 milles du bateau de tête.
Le 8 novembre, à 5 h 49 min 4 s (heure de France), Gilles Lamiré et Antoine Carpentier, sur Groupe GCA-Mille et Un Sourires, arrivent en vainqueurs à Salvador de Bahia. Ils viennent de parcourir 4 926 milles en 11 jours, 16 heures, 34 minutes et 41 secondes, soit une moyenne sur l'eau de 17,56 nœuds. C'est la quatrième victoire de leur bateau dans la Transat Jacques-Vabre, la sixième dans une course transtlantique. À 15 h 53 min 1 s, Thibaut Vauchel-Camus et Fred Duthil, sur Solidaires en Peloton-Arsep, terminent deuxièmes, 10 heures, 3 minutes et 20 secondes après les premiers.
Le 9 novembre, à 13 h 24 min 42 s, Sébastien Rogues et Matthieu Souben, sur Primonial, terminent troisièmes.

### Course des Imoca
27 octobre 2019. Durant la première nuit de course, au vu des bulletins météo frais, les skippers qui envisageaient de prendre l'option ouest dès la pointe du Cotentin y renoncent. Les Imoca font tous route Ouessant.

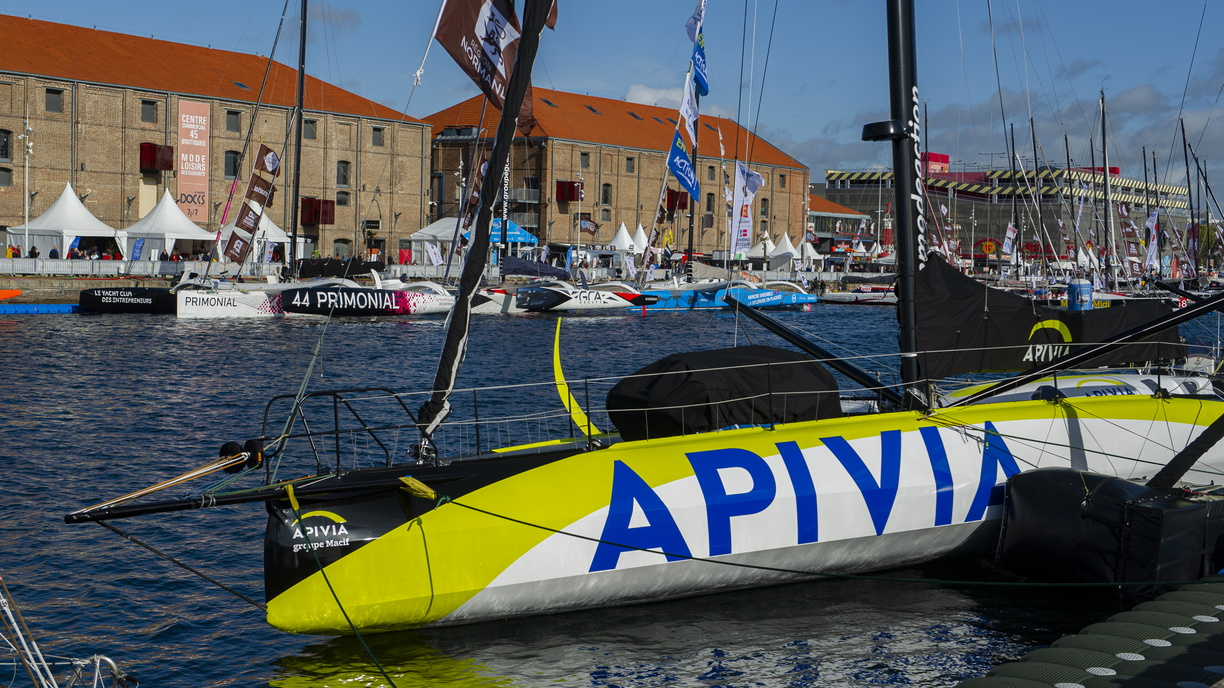
Apivia au Havre, huit jours avant le départ.

Au matin du 28 octobre, après 18 heures de course, la tête de la flottille Imoca déborde l'île d'Ouessant. Le duo Jérémie Beyou-Christopher Pratt (Charal) est en tête. Il est suivi d'Alex Thomson-Neal McDonald (en) (Hugo Boss, 2es), de Damien Seguin-Yoann Richomme (Groupe Apicil, 3es), de Kevin Escoffier-Nicolas Lunven (PRB, 4es) et de Clarisse Crémer-Armel Le Cléac'h (Banque populaire X, 5es).

#### Scission de la flottille
« C’est une transat qui a démarré par un coup de poker, dit Yann Eliès. Plein est ou plein ouest ? On en a beaucoup discuté avant le départ, on s’est bien pris le chou. Et quand tu commences à prendre des décisions à l’encontre du routage et de l’ordinateur, il faut avoir de sacrés arguments à faire valoir. La route ouest était aguicheuse, elle brillait, elle permettait de faire un gros décalage. » La route sud, avant le départ, n'enchantait pas les skippers : elle était barrée par les hautes pressions. Mais il semble qu'elle soit en train de s'ouvrir. Quant à la route ouest, elle paraît plus que jamais complexe : la grosse dépression ne bouge plus, et ne va bouger que très peu les deux prochains jours,. Le risque est grand que le vent ne tourne jamais au nord-ouest. À minuit, Samantha Davies et Paul Meilhat (Initiatives-Cœur, 3es), virent de bord, optant pour le sud. Ils sont imités par le plus grand nombre des concurrents.
29 octobre. Inquiets de voir Thomson-McDonald poursuivre dans l'ouest, Beyou-Pratt sont longs à se décider. Puis ils virent à leur tour. À la mi-journée, six bateaux forment un groupe de tête. À l'approche du cap Finisterre, ils se tiennent en une vingtaine de milles. Ce sont Beyou-Pratt (1ers), Charlie Dalin-Yann Eliès (Apivia, 2es), Charlie Enright-Pascal Bidégorry (11th Hour Racing, 3es), Escoffier-Lunven (4es), Davies-Meilhat, (5es) et Crémer-Le Cléac'h (6es). Ils virent à tribord, ce qui va les faire passer à l'ouest du DST (dispositif de séparation du trafic). Escoffier-Lunven continuent tout droit. Ils choisissent de passer entre le DST et la terre. Ils vont bénéficier ainsi « de l’effet de pointe des monts galiciens », mais vont devoir procéder à de nombreux virements. Cependant, en milieu de flottille, entre les 47e et 46e parallèles, trois Imoca ont choisi de continuer plein ouest : ceux de Yannick Bestaven-Roland Jourdain (Maître Coq, 14es), de Louis-Burton-Davy Beaudart (Bureau Vallée 2, 15es) et de Thomson-McDonald (16es). Ils espèrent être les premiers à toucher le renforcement du vent — et surtout sa bascule, comme dans une classique dépression. Or, la météo reste incertaine. Elle ne garantit aucun changement d'angle du vent (il vient du sud-ouest). En gagnant dans l'ouest, les trois bateaux vont certes naviguer dans un vent plus fort, mais au près, ce que les Imoca n'apprécient guère. Dans la nuit, ils sont imités par deux équipages : Giancarlo Pedote-Anthony Marchand (Prysmian Group, 12es) et Boris Herrmann-Will Harris (Malizia II, 13es).
Le 30 octobre, aux premières heures, on découvre en tête qu'Escoffier-Lunven ont fait la bonne opération. Leur option leur a permis de passer de la quatrième à la première place. Beyou-Pratt sont 2es, Dalin-Eliès 3es, Crémer-Le Cléac'h 4es, Davies-Meilhat 5es et Enright-Bidégorry 6es, à 13 milles des premiers. La route sud apparaît pour le moment bien plus avantageuse. Le groupe de tête va trois nœuds plus vite que les cinq premiers bateaux qui s'entêtent dans l'ouest, dans des conditions difficiles. Ceux-ci ont une centaine de milles de retard sur la tête de course. Thomson révèle ce jour-là que c'est un problème de voile de reaching qui a contraint Hugo Boss à choisir la route ouest. Dans la soirée, le classement du groupe de tête a changé. L'Apivia de Dalin-Eliès paraît très véloce au près. Il mène, suivi du PRB d'Escoffier-Lunven (2es) et du Charal de Beyou-Pratt (3es).

#### Renoncement à l'option ouest
Le matin du 31 octobre, au grand large de Tanger, Dalin-Eliès mènent toujours, suivis de Beyou-Pratt et de Davies-Meilhat qui s'échangent la deuxième place. Le Banque populaire X de Crémer-Le Cléac'h est 4e. Escoffier-Lunven, qui viennent d'effectuer une pénalité d'une heure trente pour une rupture involontaire du plomb moteur, sont maintenant 5es. Enright-Bidégorry prennent du retard sur le groupe de tête. Pendant ce temps, sur la route ouest, les skippers doivent se rendre à l'évidence : la bascule attendue ne viendra pas. La désillusion est totale. « On a pris l’option la plus dure et finalement la moins rapide », se lamente Yannick Bestaven. Tous virent de bord, et font route sud pour tenter de « limiter les dégâts ». Ils ont maintenant plus de 200 milles de retard sur la tête de course. À la mi-journée, les cinq de devant, qui négocient une dorsale, sont toujours groupés. Dalin-Eliès (1ers) et Beyou-Pratt (3es) accélèrent. Ils sont épargnés par la dorsale, car mieux positionnés — un peu plus à l'est — que les trois autres. Ceux-ci, en fin d'après-midi, sont relégués à 50 milles, et rattrapés par un groupe de quatre bateaux qui ont suivi la même trajectoire que les deux bateaux de tête : Sébastien Simon-Vincent Riou (Arkea-Paprec), Enright-Bidegorry, Seguin-Richomme et Nicolas Troussel-Jean Le Cam (Corum l'épargne).
Le 1er novembre, un âpre duel à quelque 20 nœuds oppose les deux bateaux de tête, de la latitude de Madère aux îles Canaries. Dalin-Eliès tirent un long bord plein sud, tandis que Beyou-Pratt descendent « en escalier » plus à l'ouest. L'empoignade finit par tourner à l'avantage de Beyou-Pratt, qui mènent, le soir, d'une vingtaine de milles.
Le 2 novembre, dans un alizé de nord-est, les premiers Imoca débordent les Canaries. En fin de matinée, Beyou-Pratt sont suivis de Dalin-Eliès à 46 milles. Les bords gagnent peu à peu dans l'ouest, en prévision du passage du Pot au noir, en principe moins épais dans l'ouest en cette saison.
Le 3 novembre, en fin de nuit, Beyou-Pratt franchissent le tropique du Cancer. Ils précèdent Crémer-Le Cléac'h de 40 milles. Ayant heurté un objet flottant non identifié, Thomson et McDonald (16es) abandonnent.
Le 4 novembre, la tête de course déborde les îles du Cap-Vert. Beyou-Pratt précèdent Dalin-Eliès de 55 milles. À minuit, avant que les premiers ne ressentent les effets du Pot au noir, annoncé du 8e au 3e parallèle nord, Beyou-Pratt précèdent Dalin-Eliès (2es) de 74 milles, Enright-Bidegorry (3es) de 78 milles, Escoffier-Lunven (4es) de 126 milles et Crémer-Le Cléac'h (5es) de 129 milles. Plus loin, les poursuivants sont à l'affût d'une possible redistribution des cartes. Ils sont emmenés par Davies-Meilhat (6es), à 213 milles des premiers. Trois bateaux qui s'étaient fourvoyés dans l'option ouest reviennent au contact de ces poursuivants. Ils sont emmenés par Thomas Ruyant-Antoine Koch (Advens for Cybersecurity, 11es), à 286 milles des premiers.

#### Pot au noir
Le 5 novembre, dans la nuit, Beyou-Pratt, qui faisaient route sud, infléchissent sud-sud-ouest. Dalin-Eliès continuent plein sud. Placés dans l'ouest de Charal, ils croisent donc sa trajectoire et se retrouvent décalés dans l'est, d'une douzaine de milles. En début d'après-midi, Beyou-Pratt devancent Dalin-Eliès de 122 milles. Mais le Pot au noir va se révéler calamiteux pour le bateau de tête. Stéphane Le Diraison, qui s'apprête à traverser pour la cinquième fois cette zone de basses pressions, la décrit ainsi : « Au menu, rafales puissantes et soudaines, éclairs dans une ambiance d’apocalypse, ciel bouché nous plongeant dans la pénombre… Sur leur chemin, les nuages pompent toute l'énergie, si bien que derrière eux il n'y a plus de vent, plus du tout de vent. » La vitesse de Charal tombe à 7 nœuds. En milieu d'après-midi, elle n'est plus que de 0,7 nœud. Voyant cela, Dalin-Eliès se décalent plus encore dans l'est. À minuit, Charal n'a plus que 49 milles d'avance sur l'Apivia de Dalin-Eliès,.
Le 6 novembre, à 5 heures, l'avance de Beyou-Pratt n'est plus que de 11 milles. À 6 heures, Dalin-Eliès prennent la tête. À midi, ils ont 48 milles d'avance. Chacun tente de trouver une explication aux déboires de Charal. Charlie Dalin songe à la formation d'une onde d'est. Richard Silvani, de Météo-France, n'y croit pas : « Il y a effectivement une inflexion sur l’isobare à l’endroit où sont passés Apivia et Charal, mais elle n’a pas l’ampleur de ces phénomènes qui déclenchent ensuite des cyclones tropicaux… » Charal se serait trouvé sous un nuage ayant « absorbé toute l’énergie par convection, sans la restituer. Grand classique des grains du Pot au noir… »
Le 7 novembre, à 9 heures, Beyou-Pratt (2es) se traînent à 3 nœuds, alors que les six autres bateaux de tête — marchant 60 milles plus à l'est — affichent tous des vitesses supérieures à 10 nœuds. Dalin-Eliès, filant 11 nœuds, sont maintenant 130 milles devant Beyou-Pratt. À 10 heures, Escoffier-Lunven ont pris la deuxième place. Crémer-Le Cléac'h sont 3es. Beyou-Pratt, scotchés à 1,8 nœud, sont 4es. À 17 heures, Dalin-Eliès reprennent de la vitesse : 19 nœuds. Ils en ont fini avec le Pot au noir. Ils franchissent l'équateur. À 19 heures, Beyou-Pratt (4es), toujours à l'ouest, avancent à 5 nœuds. Les six autres bateaux de tête ont des vitesses supérieures à 10 nœuds. À minuit, Beyou-Pratt (5es) sont toujours à la peine, à 5 nœuds. Les huit autres bateaux de tête avancent à plus de 10 nœuds.

#### Atlantique sud
Le 8 novembre, à 9 heures, les sept bateaux de tête sont tirés d'affaire, affichant des vitesses supérieures à 12 nœuds. Dalin-Eliès, à 698 milles de l'arrivée, ont creusé un écart de 226 milles avec les 2es, Crémer-Le Cléac'h, qui ont gagné trois places en trois jours, et qui ont franchi l'équateur. Escoffier-Lunven (3es) sont à 234 milles, Enright-Bidégorry (4es) à 261 miles, Simon-Riou (5es) à 286 milles. Les plus malheureux sont évidemment Beyou-Pratt, qui venaient de mener la course quatre jours durant, qui avaient 122 milles d'avance sur Dalin-Eliès trois jours plus tôt, et qui sont maintenant  6es, à 288 milles. « Des coups comme ça, dit Jean Le Cam, on en a eu tous eu, mais là, c’est vraiment raide. » Ruyant-Koch poursuivent une remarquable remontée. Après un arrêt technique de quatre heures à Cherbourg, ils étaient repartis 29es et derniers. Ils étaient 20es le 31 octobre, quand ils ont renoncé à l'option ouest. Ils étaient 11es à l'entrée du Pot au noir. Ils en sortent à la septième place, 7 milles derrière Beyou-Pratt. Ceux-ci prennent bientôt la cinquième place à Simon-Riou. Sur ce dernier bord de 1 000 milles dans l'alizé, « tout droit et sans option », les conditions sont propices aux foilers. Le Banque populaire X de Crémer et Le Cléach, bateau à dérives droites, ne peut contenir longtemps leurs assauts. Le PRB d'Escoffier-Lunven lui prend la deuxième place. Ruyant-Koch prennent la sixième place à Simon-Riou.
Le 9 novembre, Beyou-Pratt prennent la quatrième place à Enright-Bidégorry, puis la troisième à Crémer-Le Cléac'h (ils vont 3 ou 4 nœuds plus vite que ces derniers). Ils se lancent maintenant à la poursuite d'Escoffier-Lunven (2es), qui les devancent de 42 milles. Enright-Bidégorry prennent la quatrième place à Crémer-Le Cléac'h. Ruyant-Koch prennent la cinquième place à Crémer-Le Cléac'h. Ruyant-Koch et Enright Bidégorry se disputent maintenant la quatrième place.

#### Arrivées
| - Charlie Dalin. - Yann Eliès. |

Le 10 novembre, Ruyant-Koch prennent la quatrième place à Enright-Bidégorry. À 1 h 23 (heure de France), Charlie Dalin et Yann Eliès, sur Apivia, foiler mis à l'eau trois mois plus tôt, arrivent à Salvador de Bahia en vainqueurs, après 13 jours, 12 heures et 8 minutes de course. Ils ont parcouru 5 062 milles à 15,62 nœuds de moyenne sur l'eau. C'est la troisième victoire de Yann Eliès dans la Transat Jacques-Vabre. Pendant ce temps, l'alizé de sud-est permet au Charal de Beyou-Pratt (3es) de donner toute sa puissance. Il marche régulièrement 1,5 à 2 nœuds plus vite que le PRB d'Escoffier-Lunven (2es). À 235 milles de l'arrivée, l'écart n'est plus que de 22 milles entre les deux bateaux. Ils livrent une spectaculaire régate à l'approche de Salvador,. En virant la pointe du Padrão, l'écart n'est plus que de 2 milles. Kevin Escoffier et Nicolas Lunven réussissent à préserver leur deuxième place, sur un PRB mis à l'eau en 2010 et 10 à 15 % moins rapide que les bateaux neufs à certaines allures. Ils terminent à 17 h 4 min 42 s, soit 15 heures, 42 minutes et 42 secondes après les premiers. Jérémie Beyou et Christopher Pratt, sur Charal, terminent 3es, 6 minutes et 19 secondes après Escoffier-Lunven. Thomas Ruyant et Antoine Koch, sur un Advens for Cybersecurity mis à l'eau deux mois plus tôt, parachèvent leur brillante remontée en terminant 4es, à 19 h 10. Ils sont suivis 14 minutes et 42 secondes plus tard de Charlie Enright et Pascal Bidegorry, sur 11th Hour Racing (5es). À 22 h 1 min 24 s, Clarisse Crémer et Armel Le Cléac'h arrivent 6es, sur un Banque populaire X mis à l'eau en 2011, qui termine 1er des bateaux à dérives.
Le 12 novembre, le jury inflige une pénalité de deux heures à Ruyant et Koch pour n'avoir pas respecté une marque de parcours à l'entrée de la baie de Tous les Saints. Ils glissent donc de la 4e à la 5e place, derrière Enright et Bidegorry.
Les deux derniers Imoca arrivent le 15 novembre. À 12 h 22 min 14 s, Ari Huusela et Michael Ferguson, sur Ariel 2, bateau mis à l'eau en 2007, terminent 26es. À 14 h 57 min 16 s, Erik Nigon et Tolga Ekrem Pamir, sur Vers un monde sans sida, bateau mis à l'eau en 2006, terminent 27es. Deux Imoca ont abandonné.

### Course des Class40

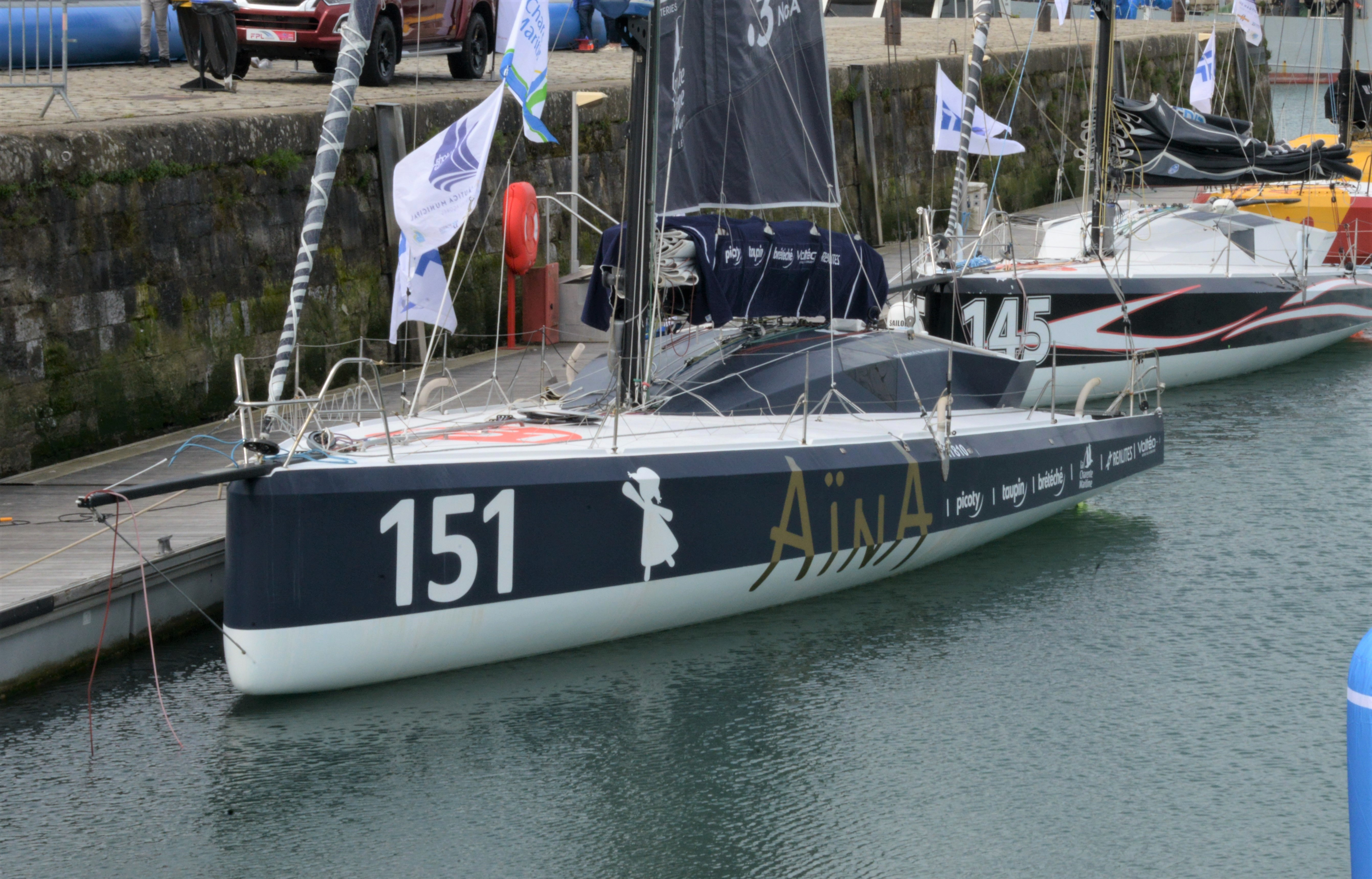
Aïna Enfance et Avenir.

#### Le duelLeyton-Aïnaen tête
28 octobre 2019. Au matin du deuxième jour de course, au large de Roscoff, le Lamotte-Module création de Luke Berry et Tanguy Le Turquais, en tête des Class40, démâte. Sam Goodchild et Fabien Delahaye, sur Leyton, prennent la tête. Ils sont suivis des grand favoris Aymeric Chappellier et Pierre Leboucher, sur Aïna Enfance et Avenir (2es), et de Charles-Louis Mourruau et d'Estelle Greck, 3es sur Entraide Marine-Adosm, un Pogo 40S2 de série. Ian Lipinski et Adrien Hardy, sur Crédit mutuel (16es), se décalent au nord. Ils passent au nord du rail d'Ouessant. Au large de la presqu'île de Crozon, William Mathelin et Marc Guillemot, sur Beijaflore (3es), abandonnent, Mathelin s'étant démis l'épaule. Kito de Pavant et Achille Nebout sur Made in Midi sont maintenant 3es.

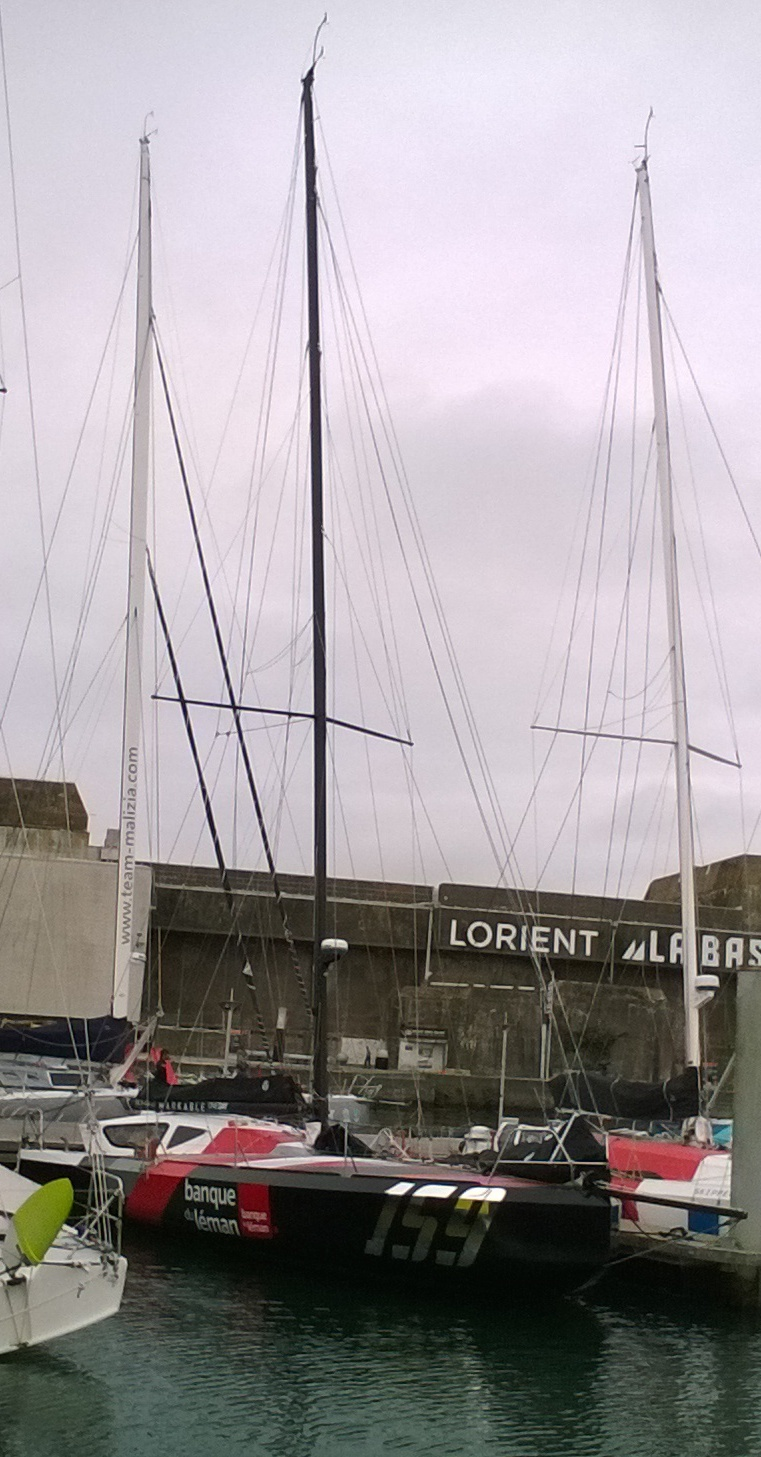
Le scow Banque du Léman.

Le 30 octobre, la flottille des Class40 suit le 46e parallèle, dans un vent de sud-ouest. Chappellier-Leboucher sont en tête, suivis de Goodchild-Delahaye (2es), de Pavant-Nebout (3es) et de Louis Duc et Aurélien Ducroz, sur Crosscall Chamonix Mont-Blanc (4es). Toujours décalés au nord, Lipinski-Hardy (8es) sont les plus avancés dans l'ouest. Ayant remarqué que leur bateau allait un peu plus vite que les autres, il leur paraissait intéressant d'aller à l'ouest, dès la sortie de Manche. Mais la bascule tarde à venir. « Plus on progressait vers l’ouest et le sud-ouest, dit Adrien Hardy, plus le vent s’orientait dans la direction dans laquelle on voulait aller. » Les quatre bateaux de tête virent de bord pour faire route sud. Ils sont imités une heure plus tard par Lipinski-Hardy, qui viennent de prendre la 7e place. Crédit mutuel marche donc maintenant décalé à l'ouest de la flottille, à une cinquantaine de milles en latéral du bateau de tête.

#### Remontée de Lipinski et Hardy
Le 31 octobre, au grand large de La Corogne, Lipinski-Hardy prennent la 6e place à Mourruau-Greck. Pavant-Nebout sont en tête, suivis de Duc-Ducroz (2es), de Chappellier-Leboucher (3es), de Goodchild-Delahaye (4es) et de Jörg Riechers et Cédric Château sur Linkt (5es). Depuis le départ, les bateaux marchent au près.
Le 1er novembre, Mourruau et Greck (7es) démâtent au large de Porto. Cette journée voit une impressionnante remontée de Lipinski-Hardy, qui tirent profit de leur décalage dans l'ouest. « Quand on a commencé à faire du sud, dit Adrien Hardy, on avait un peu plus de vent que les autres, un meilleur angle et le bateau allait plus vite, donc on a fait comme ça la différence. » En début de matinée, ils prennent la 5e place à Riechers-Château. En fin d'après-midi, tandis que le vent bascule enfin à l'ouest, ils prennent la 4e place à Goodchild-Delahaye à hauteur de Lisbonne, puis la 3e à Pavant-Nebout, puis la 2e à Duc-Ducroz. Ils sont à 15 milles des premiers, Chappellier-Leboucher, en distance au but. Simon Koster et Valentin Gautier, sur le scow Banque du Léman mis à l'eau un mois avant le départ, ont consacré leurs premiers jours de course à des travaux. Ils peuvent maintenant tester le potentiel de leur bateau. En sept heures, ils passent de la 12e à la 5e place.

#### Lipinski et Hardy en tête
Le 2 novembre, aux premières heures, au grand large de Cadix, toujours positionnés ouest, Lipinski-Hardy prennent la première place à Chappellier-Leboucher, qui sont « totalement éberlués » par la vitesse de Crédit mutuel. Depuis 24 heures, celui-ci marche en moyenne 1,1 nœud plus vite qu'Aïna Enfance et Avenir,. « On a sans doute un peu plus de vent et de liberté dans notre trajectoire, disent les skippers de Crédit mutuel. Notre décalage était un placement de long terme. » À la mi-journée, Goodchild-Delahaye prennent la 2e place à Chappellier-Leboucher. Koster-Gautier prennent la 4e place à Duc-Ducroz.

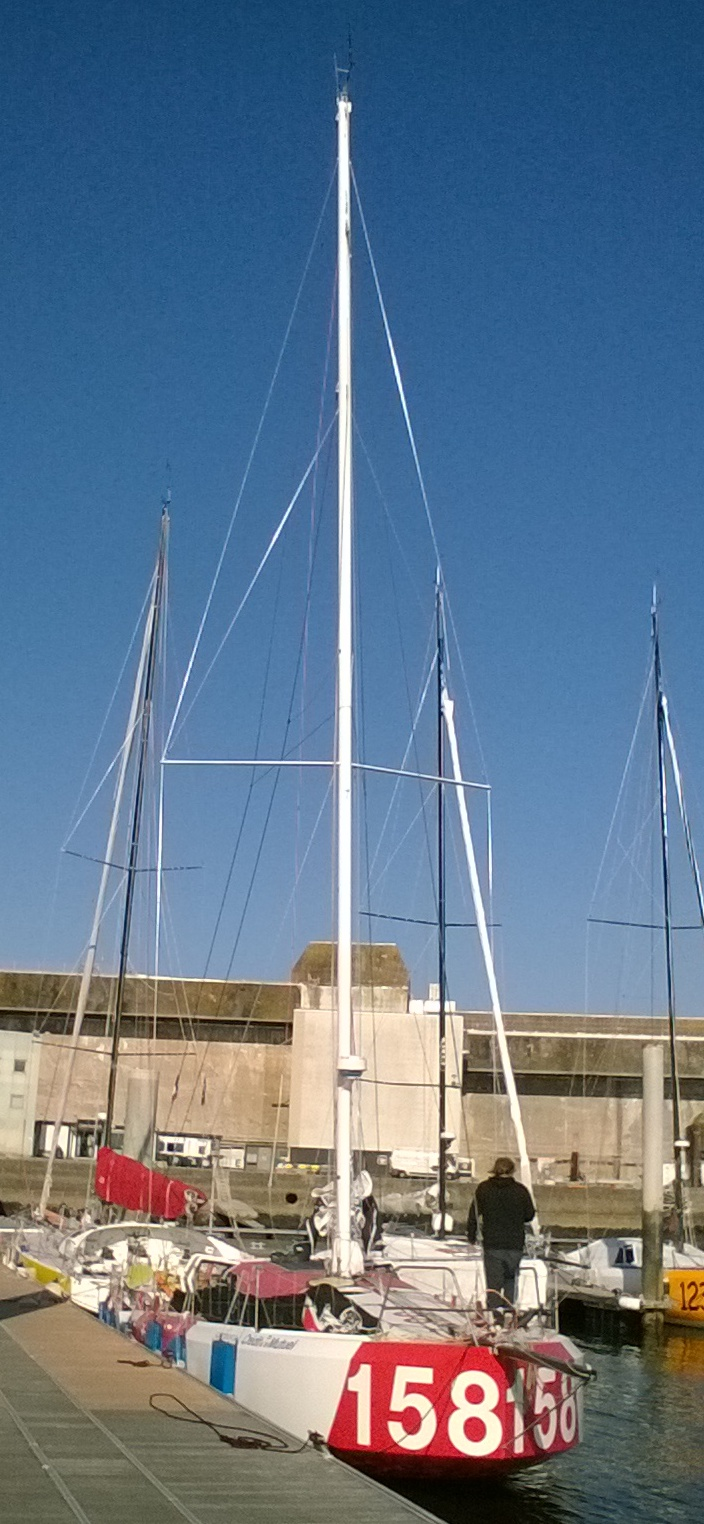
Le scow Crédit mutuel.

Le 4 novembre, les trois bateaux de tête, détachés, débordent les îles Canaries. Lipinski-Hardy sont suivis à 25 milles de Goodchild-Delahaye et à 30 milles de Chappellier-Leboucher. Koster-Gautier (4es) sont à 79 milles. Les bateaux touchent l'alizé et prennent de la vitesse.
Le 6 novembre, à 3 h 30, le Crédit mutuel de Lipinski et Hardy améliore de 38 milles, sous pilote automatique, le record de distance parcourue en vingt-quatre heures en Class40 : 415,86 milles, soit une moyenne de 17,3 nœuds, du tropique du Cancer aux îles du Cap-Vert. D'une conception très novatrice, le scow Crédit mutuel est particulièrement à l'aise au large, dans la mer formée et le vent fort. Il devient « magique » à partir de 25 nœuds de vent, décélérant moins que les autres Class40 quand il heurte les vagues. C'est le premier Class40 dessiné par David Raison, l’architecte qui a expérimenté le premier en course au large, sur les Mini 6.50, la carène des scows, « bateaux des lacs américains aussi larges à l’avant qu’à l’arrière ». La formule s'est révélée gagnante en classe Mini. Elle semble vouloir le faire à présent en Class40. Le soir, l'avance de Lipinski-Hardy sur Goodchild-Delahaye est de 79 milles.

#### Pot au noir
Le 7 novembre, en fin de matinée, avant l'entrée dans le Pot au noir, Lipinski-Hardy précèdent Goodchild-Delahaye de 81 milles. Les 3es, Chappellier-Leboucher, ne sont qu'à 18 milles des 2es. À 231 milles du bateau de tête, un groupe de quatre poursuivants se tient en une centaine de milles. Il est composé de Koster-Gautier (4es), de Duc-Ducroz (5es), de Pavant-Nebout (6es) et de Riechers-Château (7es). En milieu de journée, Lipinski-Hardy commencent à ralentir.
Le 10 novembre, en fin de journée, les sept premiers en finissent avec le Pot au noir. Ils sont dans un alizé de sud-est encore faible. Lipinski-Hardy ont réussi à préserver une avance de 53 milles sur Goodchild-Delahaye. Mais les 3es, Chappellier-Leboucher, ont manqué de réussite, notamment en fin de traversée : ils sont maintenant à 76 milles des 2es. Parmi les quatre poursuivants, ceux qui ont éprouvé le plus de difficultés sont Koster-Gautier, qui traversaient le Pot au noir pour la première fois. Ils ont perdu trois places. Mais le groupe s'est resserré sur 40 milles, et Riechers-Château ne voient pas le classement comme définitif : selon toute vraisemblance, leur propre bateau (6e) et celui de Pavant-Nebout (5e) auront du mal à rivaliser avec les carènes puissantes des bateaux de Koster-Gautier (7e) et de Duc-Ducroz (4e) dans le dernier épisode de la course, « qui ne va pas être des plus palpitants en termes de stratégie, puisque c'est du... tout droit pendant trois jours ! »

#### Atlantique sud
Ces craintes ne sont que trop fondées. Le 11 novembre, dans la longue descente au reaching vers Salvador de Bahia, Koster-Gautier prennent la 6e place à Riechers-Château, puis la 5e à Pavant-Nebout. Ils sont à 32 milles de Duc-Ducroz (4es).
Le 13 novembre, Lipinski-Hardy mènent confortablement de 71 milles. Rien n'est joué entre Duc-Ducroz (4es) et Koster-Gautier (5es), qui se tiennent en 17 milles le long de la côte brésilienne.

#### Arrivées

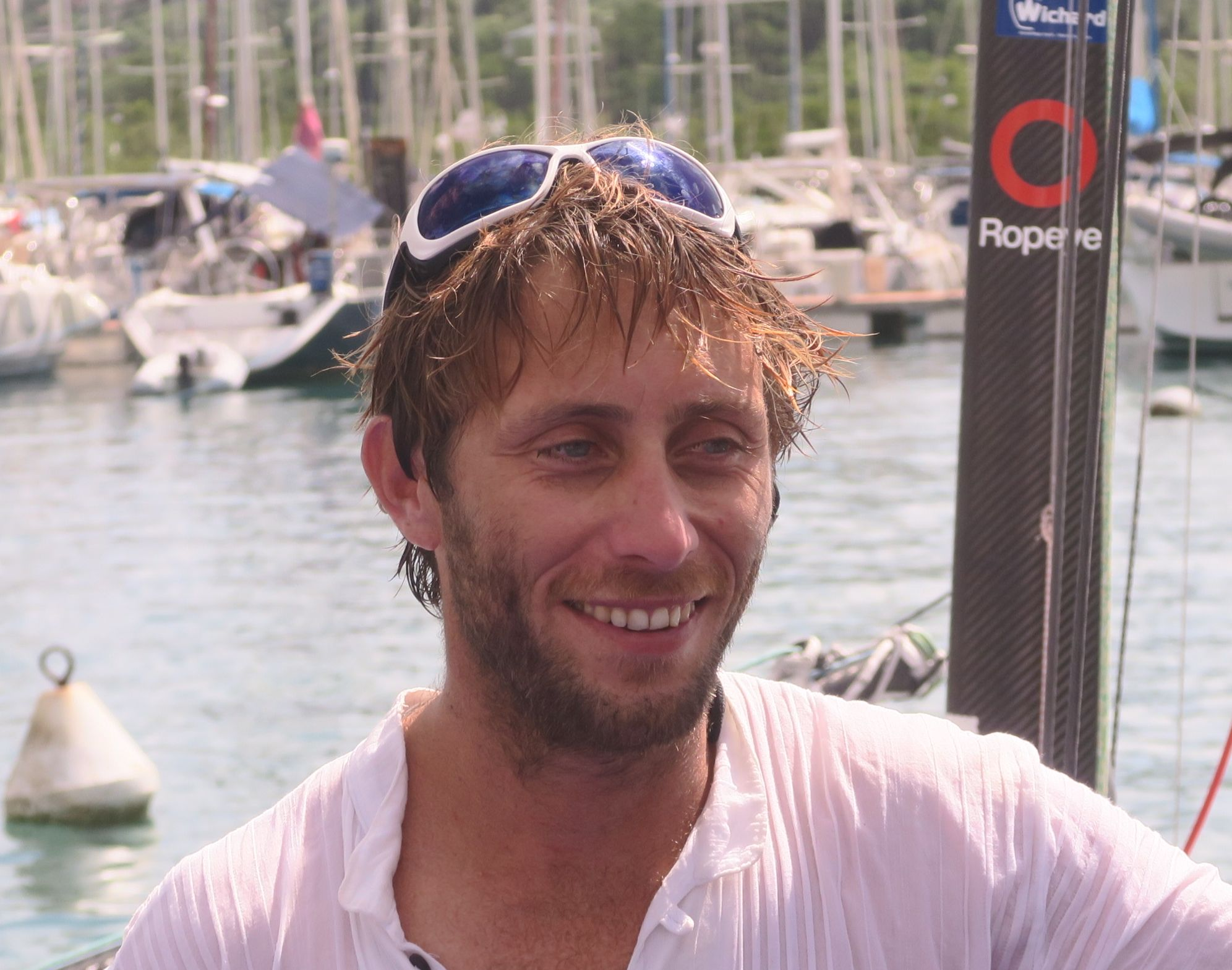
Ian Lipinski.

En tête de la course depuis 12 jours sur le scow Crédit mutuel mis à l'eau trois mois plus tôt, Ian Lipinski et Adrien Hardy arrivent en vainqueurs à Salvador de Bahia le 14 novembre, à 5 h 36 min 23 s (heure de France). Ils viennent de parcourir 4 714 milles en 17 jours, 16 heures, 21 minutes et 23 secondes, soit une moyenne sur l'eau de 11,11 nœuds. Koster-Gautier (5es) sont à l'attaque derrière Duc-Ducroz (4es), aux prises avec des soucis de voile. À 5 h 38, ils sont à 15 milles. Huit heures plus tard, ils sont à 3 milles. À 13 h 58, Sam Goodchild et Fabien Delahaye, sur Leyton, terminent 2es, 8 heures, 21 minutes et 48 secondes après les 1ers. Koster-Gautier prennent le meilleur sur Duc-Ducroz à 68 milles de l'arrivée. Ils sont maintenant 4es. À 17 h 21, Aymeric Chappellier et Pierre Leboucher, sur Aïna Enfance et Avenir, terminent 3es.
Le 15 novembre, à 1 h 44, Simon Koster et Valentin Gautier terminent 4es sur Banque du Léman. À 4 h 40, Louis Duc et Aurélien Ducroz, sur Crosscall Chamonix Mont-Blanc, terminent 5es. À 10 h 11, Jörg Riechers et Cédric Château sur Linkt terminent 6es. À 12 h 11, Kito de Pavant et Achille Nebout sur Made in Midi terminent 7es.
Les deux derniers Class40 arrivent le 21 novembre. À 13 h 24 min 9 s, Florian Gueguen et Raphaël Auffret, sur Équipe voile Parkinson, terminent 21es. À 16 h 8 min 31 s, Georges Guiguen et Erwann de Kerros terminent 22es. Cinq Class40 ont abandonné.

## Incidents et abandons
27 octobre 2019. L'Imoca MACSF d'Isabelle Joschke et de Morgan Lagravière talonne au pied des falaises d'Étretat, au moment d'enrouler la bouée Région Normandie. La quille est fragilisée. Décidés à continuer la course, les deux navigateurs mettent le cap sur Lorient pour des réparations. En raison d'une mer forte, ils font une escale à Brest du 28 au 30, et arrivent à Lorient le 31. Mais un contrôle par ultrasons permet de détecter une fissure dans le fond de coque. La réparation, « longue et complexe », ôte tout espoir de couper la ligne d'arrivée avant sa fermeture (six jours après l'arrivée du premier Class40) : le bateau ne pourra être remis à l'eau avant trois semaines. Joschke et Lagravière déclarent leur abandon le 7 novembre.
27 octobre. Devant Étretat, l'Imoca Advens for Cybersecurity de Thomas Ruyant et d'Antoine Koch connaît un problème de vérin de pilote automatique. N'ayant pas la pièce de rechange à bord, les deux navigateurs font une escale technique à Cherbourg, où ils réparent en deux heures. Ils doivent attendre que les quatre heures d'arrêt imposées par le règlement soient écoulées avant de repartir, avec 150 milles de retard sur les premiers.
28 octobre. Lamotte-Module création de Luke Berry et Tanguy Le Turquais, en tête des Class40, démâte au large de Roscoff. Il rallie ce port.
28 octobre. Durant la première nuit, Charlie Enright et Pascal Bidégorry, sur l'Imoca 11th Hour Racing, rompent accidentellement leur plomb moteur. Le jury décide d'une pénalité en temps d'une heure trente, à effectuer avant l'équateur. Ils s'y plient dans le Pot au noir, alors qu'ils sont en troisième position, le 6 novembre, de 9 h 37 à 11 h 7 (heure en France).
28 octobre. À bord du Class40 Beijaflore (3e), William Mathelin se démet l'épaule. Marc Guillemot ramène le bateau et le blessé à Lorient.
28 octobre. Maxime Sorel et Guillaume Le Brec (17es) font une escale technique de cinq heures à Brest pour remplacer le tirant d'outrigger bâbord de leur Imoca V and B-Mayenne. Ils se remettent en course.
28 octobre. Pascal Fravalo et Guillaume Goumy, sur le Class40 SOS Méditerranée (24e), connaissent plusieurs avaries durant la première nuit de course : perte du grand spi, chaussette du spi médium défectueuse et problèmes informatiques. Ils annoncent leur abandon, et font route Lorient.
28 octobre. Ayant perdu leur spi médium, Hiroshi Kitada et Takeshi Hara, sur le Class40 Kiho (21e), se déroutent sur Lorient. Le lendemain, ils signifient leur abandon.
31 octobre. Kevin Escoffier et Nicolas Lunven, sur l'Imoca PRB, écopent d'une pénalité en temps d'une heure trente pour une rupture involontaire du plomb moteur. Ils choisissent de l'effectuer aussitôt, ce qui les fait passer de la deuxième à la cinquième place.
1er novembre. Le Class40 Entraide Marine-ADOSM de Charles-Louis Mourruau et d'Estelle Greck (7es) démâte au grand large de Porto. Il se dirige sous gréement de fortune vers Cascais, où il arrive deux jours plus tard.
3 novembre. À 380 milles au nord-ouest des îles Canaries, Hugo Boss, l'Imoca d'Alex Thomson et de Neal McDonald (en) (16es), heurte un objet flottant non identifié. La quille ne tient plus que par le vérin hydraulique. Les deux skippers abandonnent. Le lendemain, la quille risquant d'endommager sérieusement la coque, ils s'en séparent. Ils remplissent les ballasts et sortent entièrement les foils pour assurer une certaine stabilité au bateau. Après 800 milles de navigation sans quille, ils arrivent aux îles du Cap-Vert le 8 novembre.
3 novembre. Le Multi50 Primonial de Sébastien Rogues et Matthieu Souben, 2e à une vingtaine de milles du bateau de tête, est privé d'énergie électrique. Il se déroute sur Mindelo (Cap-Vert). Après six heures d'escale technique et une réparation de fortune, il reprend la mer.
8 novembre. Sébastien Simon et Vincent Riou, qui avaient cassé le foil bâbord de leur Imoca Arkea-Paprec dix jours avant le départ, cassent à présent le foil tribord.